# 자유시보

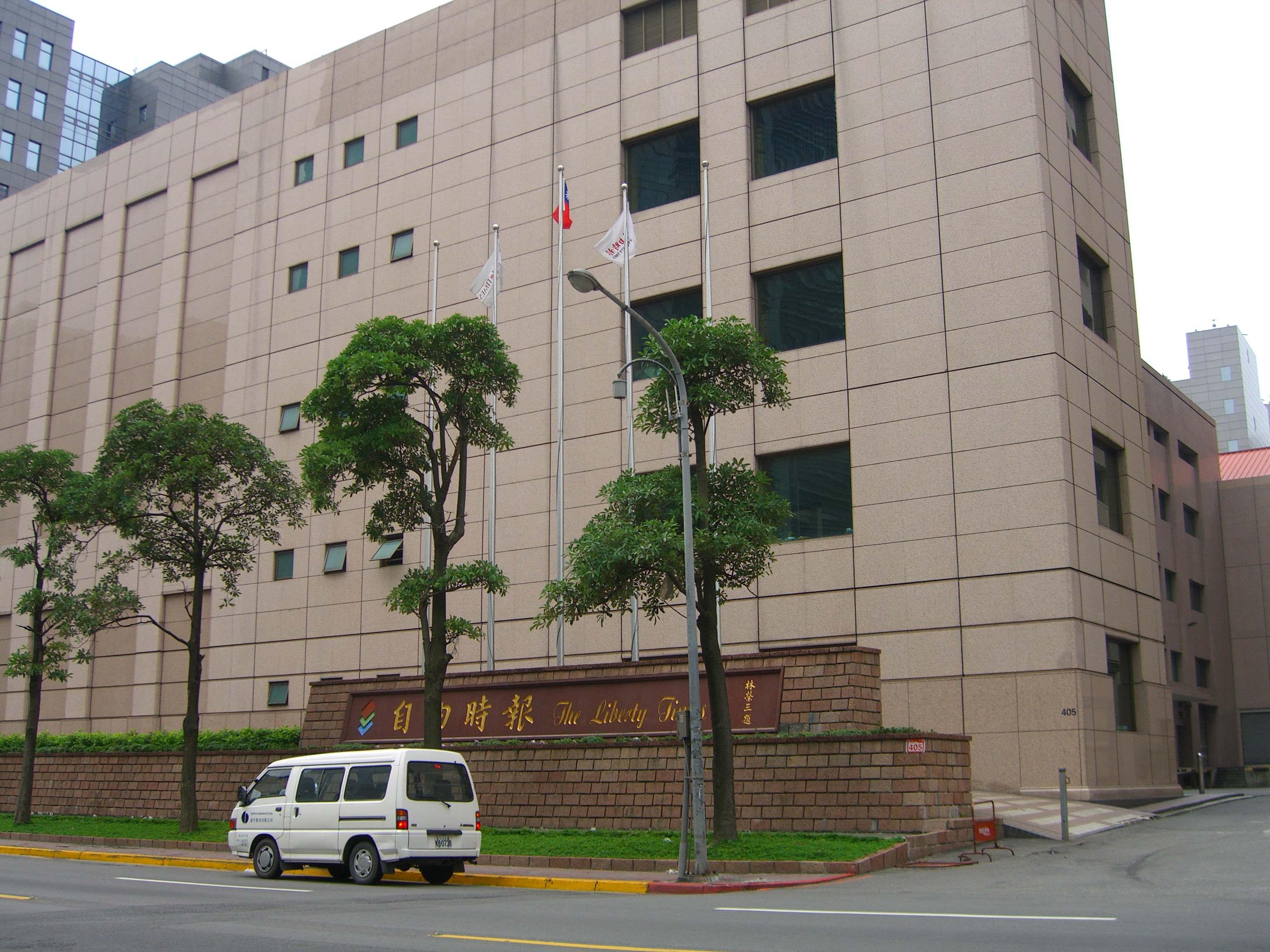
타이베이시의 자유시보 본사

자유시보(自由時報) 또는 리버티 타임즈(The Liberty Times)는 중화민국에서 발행되는 전국 신문이다. 린룽산이 설립했으며 자유시보그룹에서 발행한다. 이 신문은 1980년 4월 17일에 처음으로 자유일보(自由日報, 리버티 데일리, Liberty Daily)로 발행되었고, 1987년에 현재 이름을 채택했다. 1999년에 영어판인 타이페이 타임스(Taipei Times)를 출시했다.
이 신문은 빈과일보 (타이완), 중국시보, 연합보와 함께 대만에서 가장 영향력 있는 4대 신문 중 하나이다. 연합보는 범람연맹(Pan-Blue)의 정치적 입장을 지지하는 사설을 취하고 있는 반면, 자유시보는 범록연맹(Pan-Green) 독립을 지지하는 정치적 입장을 취하는 것으로 여겨진다.